# 거제 해금강
거제 해금강(巨濟 海金剛, 영어: Haegeumgang Islets, Geoje)은 대한민국 경상남도 거제시 남부면, 한려해상국립공원에 있는 명승지이다. 1971년 대한민국 명승 제2호로 지정되었으며, 보통 조선민주주의인민공화국의 금강산 해금강과 구분을 하기 위해 '제2의 해금강', '거제 해금강'이라고 부른다. 거제도에서 출발하는 유람선이 매일 운행하고 있으며, 외도와 해금강을 둘러보는 노선이다.

## 현지 안내문
거제도에서 가장 경치가 좋은 곳이다. 해금강은 두 개의 큰 '갈도' 바위섬이 서로 맞닿아 있고 깎아 놓은 듯한 절벽의 경치가 매우 아름답다 등이 더할 나위 없이 아름다운 경치를 이루고 있다.

## 명칭 유래
거제 해금강은 '바다의 금강산'이라 불리며 그 모습이 각각 다르고 아름답다는 데서 그 이름이 붙여졌다. 해금강은 세 개의 큰 바위섬이 서로 맞닿은 섬으로, 이름처럼 그 자체가 거대한 자연의 조각품이다. 유람선을 타고 섬을 유유히 돌다보면 만나게 되는 경관은 깎아지른 절벽에 부딪치는 파도와 바람이 수많은 형상들을 만든 것이다. 그 중에서 백미는 신비로운 십자동굴. 거제 해금강은 생태적 보전가치가 높은 곳이기도 하지만 명승 제2호로 지정될 만큼 빼어난 경관이 끊임없이 많은 관광객들이 찾게 하는 것이다. 한려해상의 보석이라 부를 만한 해금강의 경관을 만날수 있다.

## 지질
거제 해금강은 지질학적으로 중생대 백악기에 형성된 퇴적암 지층 경상 누층군 장목리층으로 구성된다.

## 사진

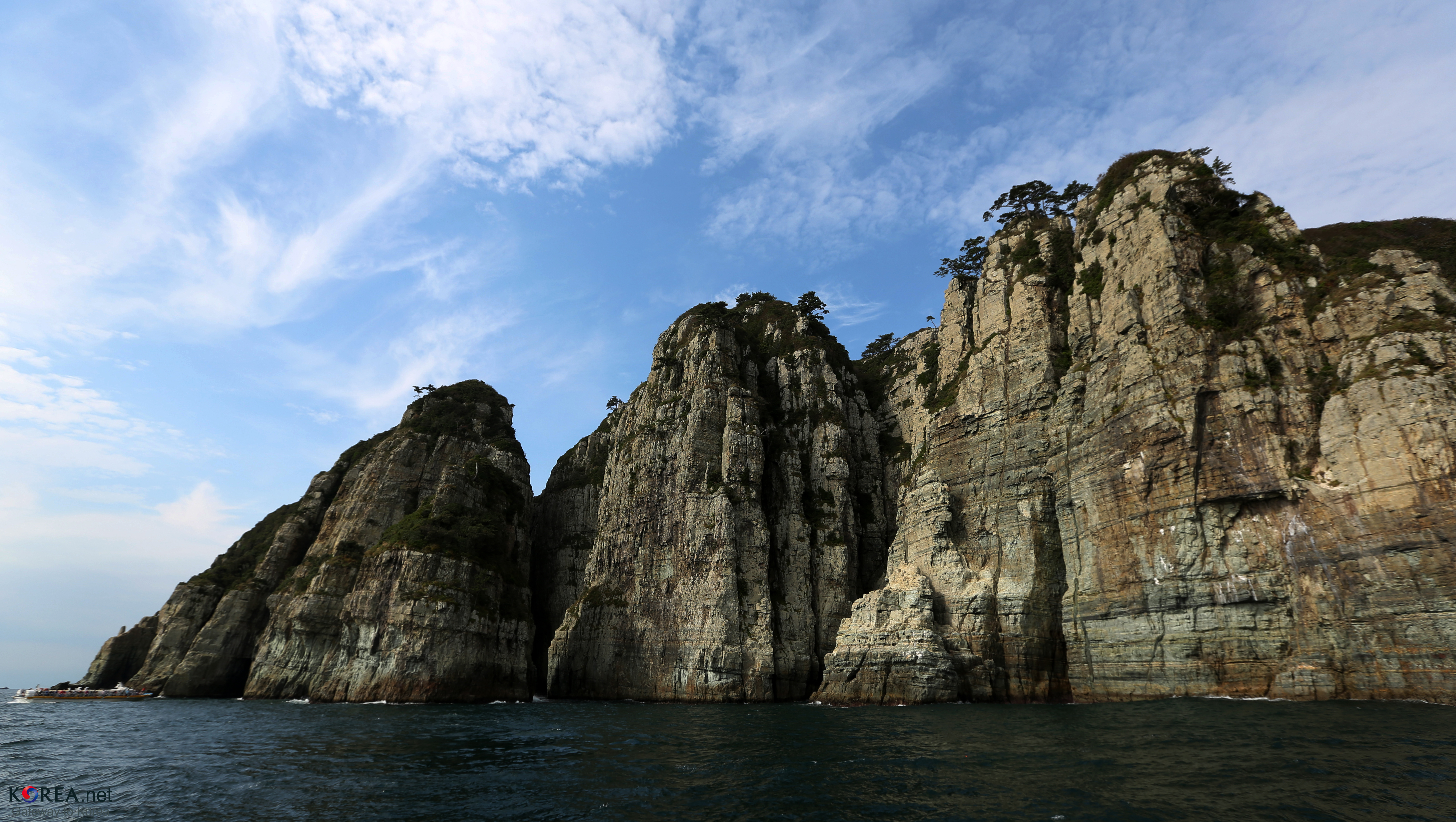
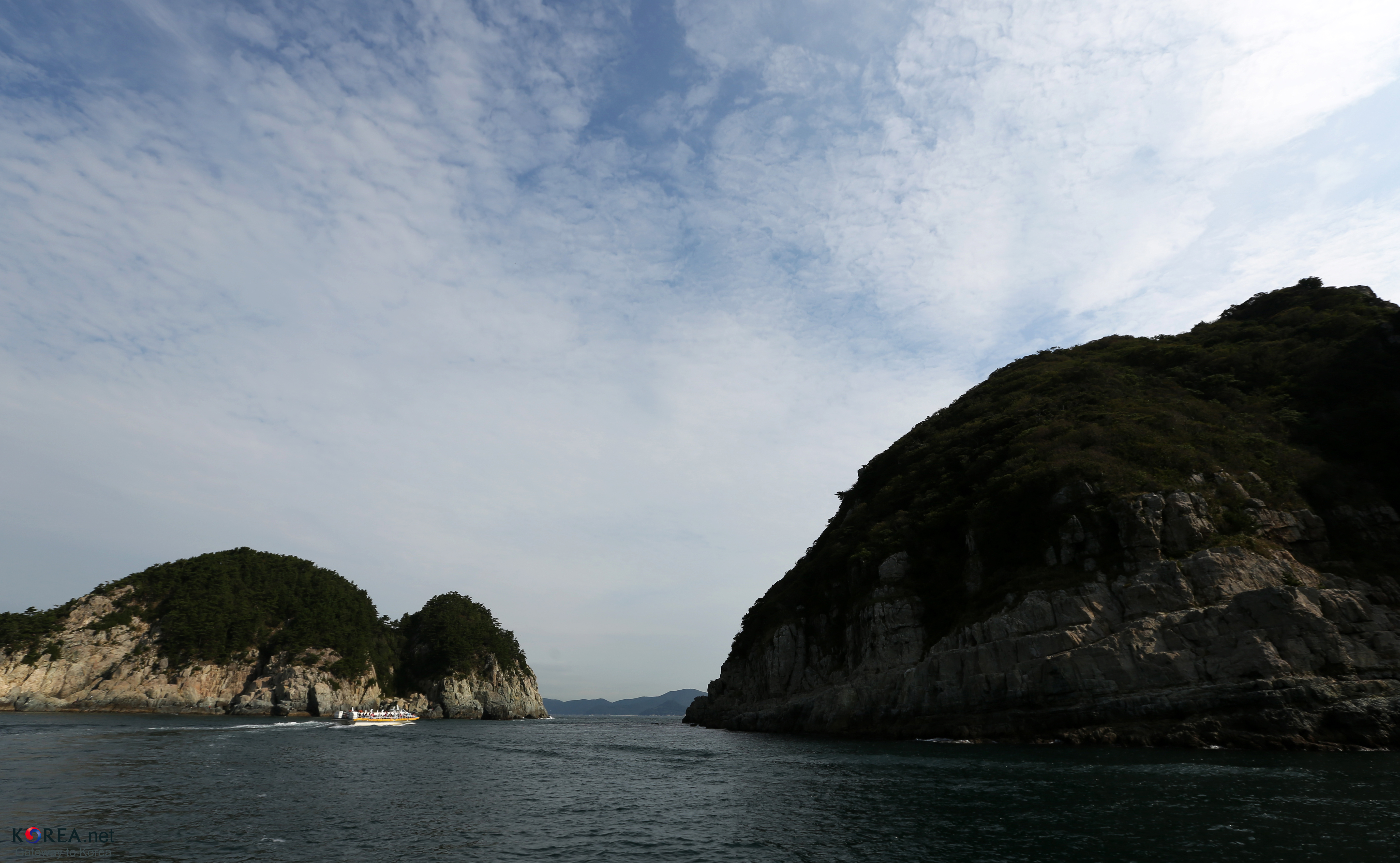
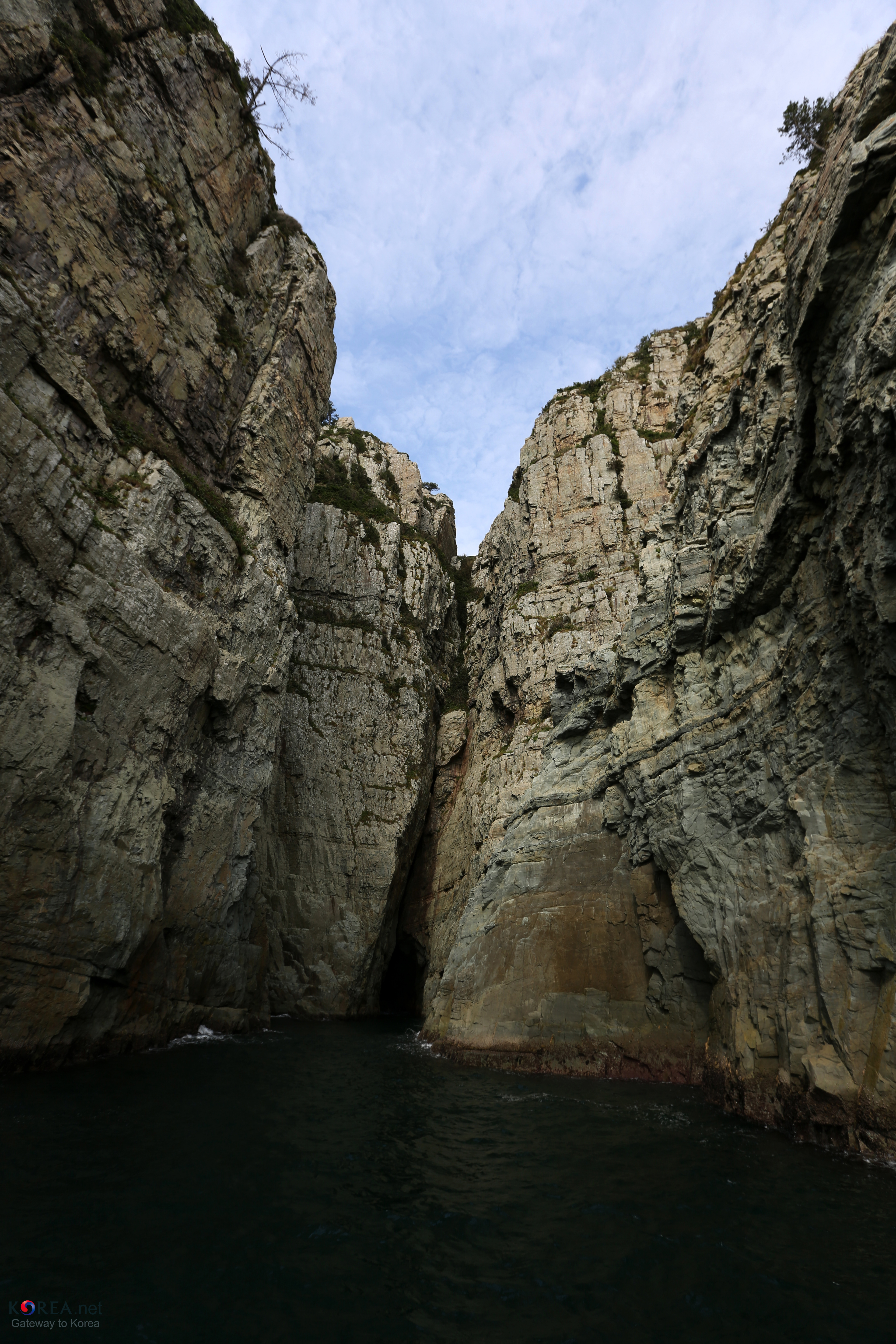
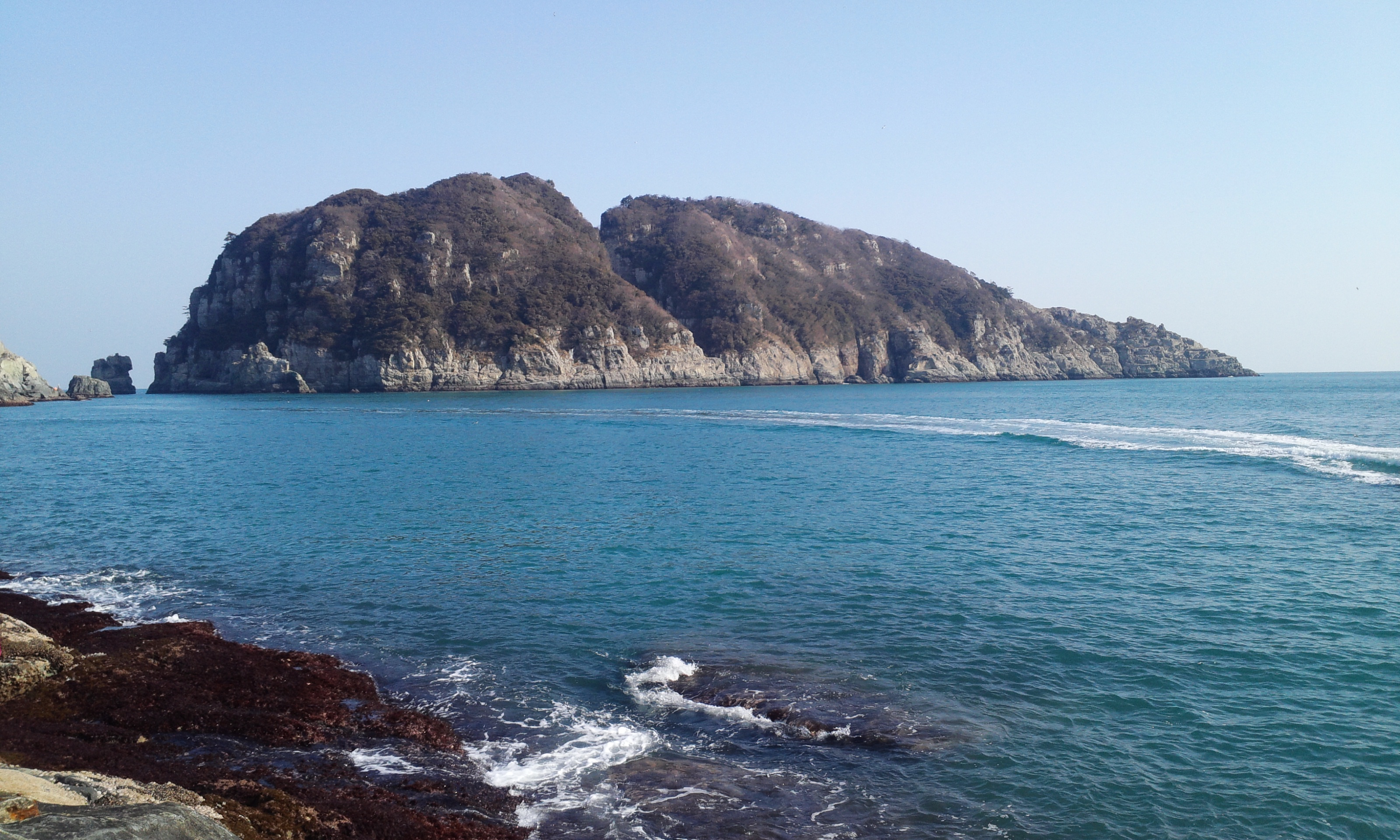

## 참고 문헌
- 이 문서에는 다음커뮤니케이션(현 카카오)에서 GFDL 또는 CC-SA 라이선스로 배포한 글로벌 세계대백과사전의 "《거제해금강》" 항목을 기초로 작성된 글이 포함되어 있습니다.

## 같이 보기
- 거제시의 지질
- 거제 신선대
- 해금강
- 최정남·강연정 부부간첩 사건

## 참고 자료
- 거제 해금강 - 국가유산청 국가유산포털